# Costanzana
Costanzana là một đô thị ở tỉnh Vercelli trong vùng Piedmont thuộc Ý, có cự ly khoảng 60 km về phía đông bắc của Torino và khoảng 10 km về phía tây nam của Vercelli. Tại thời điểm ngày 31 tháng 12 năm 2004, đô thị này có dân số 847 người và diện tích là 21,1 km².
Costanzana giáp các đô thị: Asigliano Vercellese, Balzola, Desana, Morano sul Po, Pertengo, Rive, Tricerro, và Trino.